# Nick of Time
Nick of Time es una película estadounidense de 1995, del género acción, intriga, dirigida por John Badham. Protagonizada por Johnny Depp, Courtney Chase, Christopher Walken, Roma Maffia, Charles S. Dutton, Peter Strauss y Marsha Mason en los papeles principales.
Cabe destacar que el transcurso de la historia es en tiempo real.

## Argumento
Gene Watson (Johnny Depp) llega a Los Ángeles en tren con su hija Lynn (Courtney Chase), después de acudir al funeral de su exesposa en San Diego. Mientras están en la estación, dos impostores, el Sr. Smith (Christopher Walken) y la Sra. Jones (Roma Maffia) se hacen pasar por policías, los llevan a una furgoneta y los toman como rehenes. Entonces los impostores le proponen un siniestro plan a Gene, en el cual él tendrá que matar a una mujer antes de que sean las 13:30 horas, y si no lo hace, ellos matarán a su hija.
Watson por miedo de perder a su hija acepta el plan, entonces el Smith le da una pistola envuelta en un trapo, dinero y un sobre donde le dice dentro viene la fotografía de la mujer que tiene que matar. El joven se baja de la furgoneta y empieza a caminar, en eso voltea y ve que ya no está la furgoneta. Mientras camina ve a un policía por lo que se acerca a él y alcanza a decir oficial, pero en ese momento Smith vuelve a aparecer y le dice que acababa de hablar con un policía, cuando ni siquiera uno debía verlo, pero le daría otra oportunidad y le indica a Watson donde está la parada de taxis para que tome uno y vaya al hotel donde está la mujer que debe matar.
Gene Watson toma el taxi y en el camino el taxista va haciéndole comentarios aunque él está muy distraído. En eso una camioneta se les cierra, el taxista se disculpa, aunque Watson no le presta mucha atención, ya que se da cuenta de que es la misma furgoneta donde está su hija y los secuestradores. Cuando llega al hotel el taxista le dice la cuenta, Watson ve que el señor Smith está a unos metros de distancia haciéndole señas de que se apure. Gene decide actuar y además de darle el dinero, utiliza una de sus tarjetas de presentación para escribir un mensaje de auxilio. Watson se baja, mientras otras personas suben al taxi diciendo que los lleven al aeropuerto, el taxista les dice que sí y al leer el frente de la tarjeta solo ve Gene Watson Contador, por lo que dice que no necesita uno, tira el papel y arranca el auto. 
Él busca más ayuda, y encuentra ayuda en una mujer, la asistente de la gobernadora. Esta mujer le lleva al marido de la gobernadora, pero el marido también quiere asesinarla, debido a que ellos piensan que es la única forma de quitarla de gobernadora a pesar de que matan a la mujer a la que había pedido ayuda, vuelve a hablar otra vez con la gobernadora esta vez parece hacerle algo de caso. La gobernadora tiene que morir antes de la una y media de la tarde, por el cual Watson tiene que matarla en su última charla a los ciudadanos, así pues se dispone a matarla pero se gira y dispara donde estaban los secuestradores de su hija Lynn, entonces los secuestradores disparan a la gobernadora, pero la gobernadora junto a su acompañante se pusieron un chaleco antibalas, pasan a ver si había muerto, ya que eso es lo que querían. Al final Gene Watson recupera a su hija Lynn y se ve como los medios ya están cubriendo la nota sobre el intento de asesinato de la gobernadora posiblemente planeado por su esposo.

## Reparto
- Johnny Depp: Gene Watson
- Courtney Chase: Lynn Watson
- Christopher Walken: Señor Smith
- Roma Maffia: Señora Jones
- Charles S. Dutton: Limpiabotas Huey
- Peter Strauss: Brendan Grant
- Marsha Mason: Eleanor Grant, la gobernadora

## Producción
El largometraje fue rodado en California, Estados Unidos y en Ontario, Canadá. Cabe destacar que la mayoría del correspondiente rodaje se hizo en el Westin Bonaventure Hotel, en el centro de Los Ángeles, California. Para hacer el montaje de la película se trabajó con la precisión de un cirujano: la cuenta atrás fue adaptada en tiempo real, el tiempo de casi buena parte de la obra cinematográfica, desde el asedio de su protagonista hasta el desenlace.
Durante el rodaje de sus escenas, la mayoría de los actores del reparto usaron poco o nada de maquillaje para hacer las escenas lo más realistas posibles.

## Recepción
La película fue un fracaso de taquilla hasta el punto de que en Alemania no se estrenó en los cines y en vez de eso se estrenó en video.